# Hodostates rotundatus
Hodostates rotundatus är en stekelart som först beskrevs av Davis 1897.  Hodostates rotundatus ingår i släktet Hodostates och familjen brokparasitsteklar. Inga underarter finns listade i Catalogue of Life.